# Ciudad de la Costa
Ciudad de la Costa je město v Uruguayi. Leží na jihu země vedle hlavního města Uruguaye Montevideo na pobřeží Río de la Plata. Město se nachází v departementu Canelones. Při sčítání lidu v roce 2011 mělo město 95 176 obyvatel. Je tak třetím největším městem Uruguaye z hlediska počtu obyvatel. Na západní straně hraničí město s Montevideem, na východní s oblastí přímořských resortů s názvem Costa de Oro. Ciudad de la Costa je však součástí metropolitní oblasti hlavního města Montevideo. Ve městě se nachází i Mezinárodní letiště Carrasco.
Město bylo založeno až v roce 1994 jako výsledek velkého rozvoje a demografického růstu oblasti. Významnou ekonomickou složkou města je turismus. Návštěvníci vyhledávají především místní pláže a dovolenkové resorty. Město je ve vlhkém subtropickém pásmu a tedy léta jsou tu horká a vlhká a zimy mírné.